# Schefflera troyana
Schefflera troyana är en araliaväxtart som först beskrevs av Ignatz Urban, och fick sitt nu gällande namn av Albert Charles Smith. Schefflera troyana ingår i släktet Schefflera och familjen araliaväxter. IUCN kategoriserar arten globalt som sårbar.
Artens utbredningsområde är Jamaica. Inga underarter finns listade.